# Кубок Югославии по футболу 1954
Кубок маршала Тито 1954 (сербохорв. Kup maršala Tita 1954) — восьмой розыгрыш Кубка Югославии по футболу.

## 1/8 финала
| # | Хозяева        | Результат      | Гости            |
| - | -------------- | -------------- | ---------------- |
| 1 | Динамо Загреб  | 2:3            | Црвена звезда    |
| 2 | Ловчен Цетинье | 0:4            | Спартак Суботица |
| 3 | Мачва Шабац    | 4:0            | Риека            |
| 4 | Работнички     | 0:7            | Хайдук Сплит     |
| 5 | Раднички Ниш   | 1:1 (4:5 пен.) | Одред Любляна    |
| 6 | Сплит          | 0:0 (4:2 пен.) | Раднички Белград |
| 7 | Вележ          | 3:2            | БСК Белград      |
| 8 | Войводина      | 2:4            | Партизан         |

## 1/4 финала
| # | Хозяева          | Результат | Гости        |
| - | ---------------- | --------- | ------------ |
| 1 | Одред Любляна    | 1:5       | Хайдук Сплит |
| 2 | Партизан         | 7:2       | Сплит        |
| 3 | Црвена звезда    | 9:0       | Вележ        |
| 4 | Спартак Суботица | 5:0       | Мачва Шабац  |

## 1/2 финала
| # | Хозяева          | Результат | Гости         |
| - | ---------------- | --------- | ------------- |
| 1 | Хайдук Сплит     | 0:4       | Партизан      |
| 2 | Спартак Суботица | 0:1       | Црвена звезда |

## Финал
| Партизан                                  | 4:1 | Црвена звезда |
| ----------------------------------------- | --- | ------------- |
| Валок 4′, 49′ · Михайлович 7′ · Бобек 20′ |     | Живанович 65′ |